# Geert-Jan Derksen
Gerardus Johannes „Geert-Jan“ Antonius Derksen (* 2. Mai 1975 in Didam) ist ein ehemaliger niederländischer Ruderer, der 2004 eine olympische Silbermedaille im Achter gewann.

## Sportliche Karriere
Derksen begann 1996 mit dem Rudersport, er ruderte für die Roeivereniging van Studenten aan de Vrije Universiteit Okeanos. 1998 trat er im Weltcup im Achter an. 1999 belegte er mit dem niederländischen Achter den fünften Platz bei den Weltmeisterschaften in St. Catharines. Im Jahr darauf erreichte die Crew den achten Platz bei den Olympischen Spielen in Sydney.
Bei den Weltmeisterschaften 2001 belegte Derksen mit dem Achter den zehnten Platz, zwei Jahre später bei den Weltmeisterschaften 2003 ruderte der Achter auf den 13. Rang. 2004 belegte der Achter im Weltcup einen vierten Platz in Posen und einen dritten Platz in München. Bei den Olympischen Spielen in Athen erreichten Diederik Simon, Gijs Vermeulen, Jan-Willem Gabriëls, Daniël Mensch, Geert-Jan Derksen, Gerritjan Eggenkamp, Matthijs Vellenga, Michiel Bartman und Steuermann Chun Wei Cheung mit 1,27 Sekunden Rückstand den zweiten Platz hinter dem Achter aus den Vereinigten Staaten.